# Максаков, Владимир Николаевич
Влади́мир Никола́евич Макса́ков (1923—1993) — советский танкист-ас, командир танковой роты в годы Великой Отечественной войны. Герой Советского Союза (1944). За годы войны на боевом счету командира Т-34 гвардии лейтенанта В. Н. Максакова 18 уничтоженных танков противника, в том числе три «Тигра».

## Биография
Родился в 5 января 1923 года в селе Салтановка (ныне Навлинского района Брянской области) в крестьянской семье. Его отец, Н. И. Максаков, в 1920—1924 годах работал делопроизводителем Салтановского волисполкома. Вскоре Максаковы переехали в Алтухово Брасовской волости Севского уезда Брянской губернии (ныне посёлок Навлинского района Брянской области), где в 1941 году Владимир окончил среднюю школу.
По комсомольской путёвке был направлен в Орловское бронетанковое училище. После его окончания в апреле 1943 года Максаков вступил в члены ВКП(б), получил звание лейтенанта и принял командование взводом. Позже он стал командиром роты 45-й гвардейской танковой бригады (11-го гвардейского танкового корпуса, 1-й танковой армии, 1-го Украинского фронта). Участвовал в битве за Кавказ (1942), Курской битве, Белгородско-Харьковской, Киевской оборонительной, Житомирско-Бердичевской, Корсунь-Шевченковской и Проскуровско-Черновицкой операциях.
Отличился в ходе Житомирско-Бердичевской операции. 25 декабря 1943 года у села Озёры на Правобережной Украине (Брусиловский район Житомирской области) танковая рота под командованием гвардии лейтенанта В. Н. Максакова настигла вражескую колонну и уничтожила 25 автомашин, а также 5 бронетранспортёров с живой силой и оружием. Затем 1 января 1944 года в районе села Комсомольское (Казатинский район Винницкой области, УССР) настиг на переправе колонну противника и уничтожил 4 орудия и до 80 солдат и офицеров противника. 10 января 1944 года вместе с другими танками роты парализовал движение по железной дороге Винница-Жмеринка южнее Винницы и разгромил эшелон противника, уничтожив 17 вагонов с военным имуществом. А в период 14-17 января 1944 года при отражении атаки крупных сил пехоты и танков противника совместно со своим экипажем Т-34 подбил 3 танка.
Указом Президиума Верховного Совета СССР от 24 апреля 1944 года В. Н. Максакову было присвоено звание Героя Советского Союза.
За годы войны на боевом счету командира Т-34 гвардии лейтенанта В. Н. Максакова 18 уничтоженных танков противника, в том числе 3 «Тигра».
В 1944—1946 годах учился в Военной академии бронетанковых и механизированных войск.
С 1946 года Максаков находился в запасе и проживал в Москве, где описал свои танковые сражения в книге «Глубокий рейд». В 1951 году окончил Институт внешней торговли и работал старшим консультантом (1951—1953), старшим экономистом (1953—1961) в экспортном управлении Министерства внешней торговли СССР. Затем перевёлся во Всесоюзное объединение «Разноимпорт» старшим инженером конторы цветных материалов (1961—1962), старшим инженером транспортного отдела (1962—1963).
В 1963—1978 годах сменил множество профессий: рабочий в различных московских магазинах, буровой мастера в геологической партии, торцовщик по металлу, шофёр, стрелок вневедомственной охраны. В 1975 году присвоено звание майора запаса.
Умер 8 октября 1993 года. Похоронен на Донском кладбище в Москве.

## Награды и звания
- Герой Советского Союза (24 апреля 1944, медаль № 2395);
- орден Ленина (24 апреля 1944);
- орден Отечественной войны I степени (11 марта 1985);
- орден Красной Звезды (15 мая 1944);
- медали, в том числе:
  - медаль «За отвагу» (27 августа 1943).

## Сочинения
- В. Н. Максаков. Глубокий рейд. Записки танкиста. — М.: Воениздат, 1954. — 176 с. — (Библиотечка военных приключений).